# Associazione Calcio Voghera 1998-1999
Questa voce raccoglie le informazioni riguardanti  l'Associazione Calcio Voghera nelle competizioni ufficiali della stagione 1998-1999.

## Rosa
| N. |                   | Ruolo | Calciatore          |
| -- | ----------------- | ----- | ------------------- |
| -  | Italia (bandiera) | C     | Valentino Angeloni  |
| -  | Italia (bandiera) | C     | Giorgio Arienti     |
| -  | Italia (bandiera) | D     | Fabio Barbieri      |
| -  | Italia (bandiera) | C     | Marco Bruzzano      |
| -  | Italia (bandiera) | P     | Cristian Calabrese  |
| -  | Italia (bandiera) | A     | Pier Luigi Cattaneo |
| -  | Italia (bandiera) | C     | Paolo Cinquetti     |
| -  | Italia (bandiera) | P     | Silvio Cortinovis   |
| -  | Italia (bandiera) | D     | Alessandro Dozio    |
| -  | Italia (bandiera) | C     | Daniele Fagnoni     |
| -  | Italia (bandiera) | C     | Maurizio Franchi    |
| -  | Italia (bandiera) | D     | Francesco Frau      |
| -  | Italia (bandiera) | A     | Fabrizio Gallo      |
| -  | Italia (bandiera) | A     | Matteo Gay          |
| -  | Italia (bandiera) | C     | Andrea Gessa        |
| -  | Italia (bandiera) | C     | Dino Giannascoli    |
| -  | Italia (bandiera) | D     | Cristiano Graziano  |

| N. |                   | Ruolo | Calciatore           |
| -- | ----------------- | ----- | -------------------- |
| -  | Italia (bandiera) | C     | Claudio Greco        |
| -  | Italia (bandiera) | A     | Alessandro Lupo      |
| -  | Italia (bandiera) |       | Monti                |
| -  | Italia (bandiera) | D     | Ulisse Mozzoni       |
| -  | Italia (bandiera) | C     | Antonio Orlando      |
| -  | Italia (bandiera) | C     | Simone Palanca       |
| -  | Italia (bandiera) | D     | Andrea Preite        |
| -  | Italia (bandiera) |       | Ribolla              |
| -  | Italia (bandiera) | A     | Giancarlo Riccadonna |
| -  | Italia (bandiera) | D     | Antonio Ricci        |
| -  | Italia (bandiera) | C     | Gianluigi Rocchi     |
| -  | Italia (bandiera) | C     | Giovanni Russo       |
| -  | Italia (bandiera) | D     | Filippo Scipioni     |
| -  | Italia (bandiera) | A     | Manuel Tinelli       |
| -  | Italia (bandiera) | C     | Fabio Visca          |
| -  | Italia (bandiera) | A     | Alessandro Zirilli   |